# Nawaf Al-Khaldi
Nawaf Khaled Al-Khaldi (in arabo نواف خالد الخالدي‎?; Al Kuwait, 25 maggio 1981) è un ex calciatore kuwaitiano, portiere dell'Al-Qadisiya.
Vanta più di cento presenze con la Nazionale del Kuwait, oltre alla vittoria di sei titoli del Kuwait, quattordici coppe nazionali, due supercoppe kuwaitiane e la Coppa dei Campioni del Golfo vinta nel 2005.

## Palmarès

### Competizioni nazionali
- Kuwait Crown Prince Cup: 4

Al Qadisiya: 2001-2002, 2004-2005, 2005-2006, 2008-2009
- Kuwait Premier League: 6

Al Qadisiya: 2002-2003, 2004-2005, 2008-2009, 2009-2010, 2010-2011, 2011-2012
- Kuwait Emir Cup: 4

Al Qasidiya: 2002-2003, 2006-2007, 2009-2010, 2011-2012
- Al Kurafi Cup: 3

Al Qasidiya: 2002-2003, 2005-2006
Kazma: 2003-2004
- Kuwait Federation Cup: 3

Al Qasidiya: 2008, 2008-2009, 2010-2011
- Kuwait Super Cup: 2

Al Qasidiya: 2009, 2011

### Competizioni internazionali
- Coppa dei Campioni del Golfo: 1

Al Qadisiya: 2005